# Dick Nanninga
Dirk Jacobus Willem "Dick" Nanninga, född 17 januari 1949 i Groningen, död 21 juli 2015 i Maaseik i Belgien, var en nederländsk fotbollsspelare som spelade för BV Veendam, Roda JC, MVV Maastricht och Seiko SA. 
Nanninga spelade 15 landskamper för Nederländerna och gjorde sex mål. Hans mest kända mål är kvitteringen mot Argentina i VM-finalen 1978. Han blev i samma turnering den första inbytta spelaren att bli utvisad vilket skedde i matchen mot Västtyskland.